# Saunamaa
Saunamaa med Mäntymaa i norr, är en ö i Finland. Den ligger i Finska viken och i kommunen Fredrikshamn i landskapet Kymmenedalen, i den södra delen av landet. Ön ligger omkring 11 kilometer nordöst om Kotka och omkring 120 kilometer öster om Helsingfors.
Öns area är 4,1 hektar och dess största längd är 350 meter i nord-sydlig riktning.

## Klimat
Klimatet i området är tempererat. Årsmedeltemperaturen i trakten är 4 °C. Den varmaste månaden är augusti, då medeltemperaturen är 16 °C, och den kallaste är november, med −1 °C.